# Keith Jennings
Keith Russell Jennings (Culpeper, Virginia; 2 de noviembre de 1968) es un exjugador y actual entrenador de baloncesto estadounidense. Con 1,70 metros de altura, jugaba en la posición de base.

## Trayectoria
Jugador
- High School. Culpepper, Virginia.
- 1987-1991 East Tennessee State University
- 1991-1992 Brandt Hagen
- 1992-1994 Golden State Warriors
- 1995-1996 Estudiantes
- 1997-1999 Le Mans Sarthe Basket
- 1999-2000 Real Madrid
- 1999-2000 Fenerbahçe Ülkerspor
- 2000-2001 Saint Petersburg Lions
- 2001-2002 Strasbourg IG
- 2002-2003 SLUC Nancy

Entrenador
- Highland School (2004–2007)
- East Tennessee State (GA) (2007–2008)
- Science Hill HS (asist.)(2008–2009)
- Bluefield (asist.) (2009–2014)
- Lees–McRae (asist.) (2014–2017)
- Lees–McRae (2017–presente)